# Dong Jiang

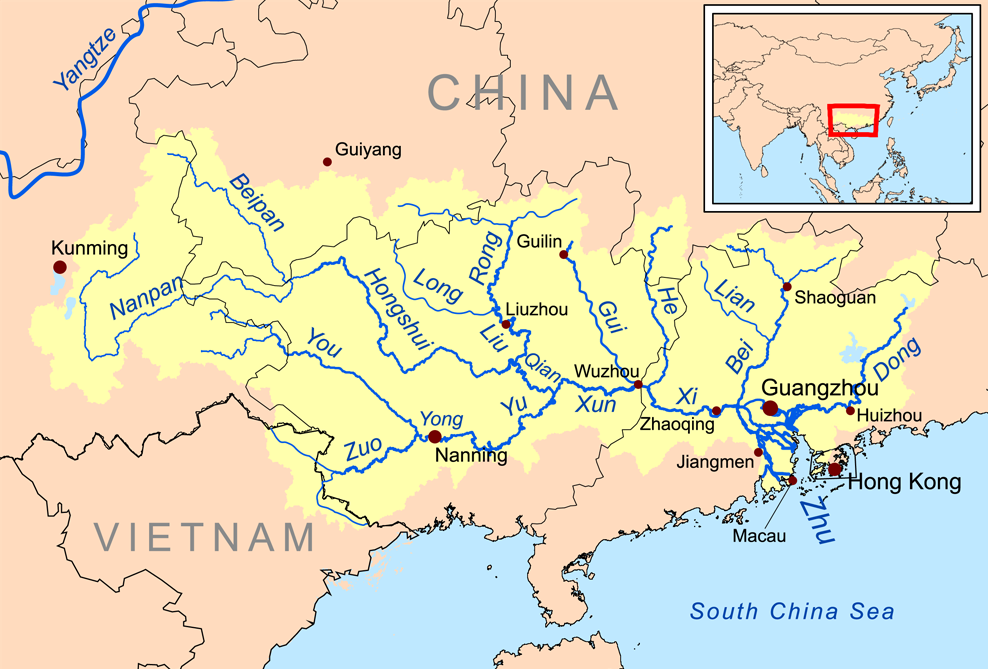
Dong Jiang oraz inne dopływy Rzeki Perłowej

Dong Jiang (chiń. 东江; pinyin Dōng Jiāng) – rzeka w południowych Chinach w prowincji Guangdong. Ma 523 km długości i jest wschodnim dopływem Rzeki Perłowej.